# Bascuas (Lugo)
Bascuas (llamada oficialmente Santa María de Bascuas) es una parroquia y una aldea española del municipio de Lugo, en la provincia de Lugo, Galicia.

## Organización territorial
La parroquia está formada por cinco entidades de población:
- Bascuas
- Brea (A Brea)
- Carretera (A Estrada)
- Daquelcabo (O Cabo)
- Laxe (A Laxe)

## Demografía

### Parroquia
| Gráfica de evolución demográfica de Bascuas (parroquia) entre 2000 y 2020 |
|                                                                           |
| Datos según el nomenclátor publicado por el INE.                          |

### Aldea
| Gráfica de evolución demográfica de Bascuas (aldea) entre 2000 y 2020 |
|                                                                       |
| Datos según el nomenclátor publicado por el INE.                      |